# Julia Ratcliffe
Julia Ratcliffe (Hamilton, 14 luglio 1993) è una martellista neozelandese.

## Carriera
Ai Campionati oceaniani del 2019 ha vinto la medaglia d'oro nel lancio del martello con la misura di 71,39 metri, facendo segnare il nuovo record continentale della disciplina.

## Palmarès
| Anno | Manifestazione            | Sede       | Evento              | Risultato | Prestazione | Note                                     |
| ---- | ------------------------- | ---------- | ------------------- | --------- | ----------- | ---------------------------------------- |
| 2012 | Mondiali allievi          | Bressanone | Lancio del martello | 10ª       | 51,62 m     |                                          |
| 2010 | Giochi olimpici giovanili | Singapore  | Lancio del martello | 11ª       | 50,49 m     |                                          |
| 2012 | Mondiali juniores         | Barcellona | Lancio del martello | 4ª        | 67,00 m     | Miglior prestazione personale            |
| 2013 | Universiadi               | Kazan'     | Lancio del martello | 15ª       | 65,17 m     |                                          |
| 2014 | Giochi del Commonwealth   | Glasgow    | Lancio del martello | Argento   | 69,96 m     |                                          |
| 2015 | Universiadi               | Gwangju    | Lancio del martello | Bronzo    | 67,54 m     |                                          |
| 2017 | Mondiali                  | Londra     | Lancio del martello | 26ª (q)   | 64,72 m     |                                          |
| 2017 | Universiadi               | Taipei     | Lancio del martello | 11ª       | 61,39 m     |                                          |
| 2018 | Giochi del Commonwealth   | Gold Coast | Lancio del martello | Oro       | 69,94 m     | Miglior prestazione personale stagionale |
| 2019 | Campionati oceaniani      | Townsville | Lancio del martello | Oro       | 71,39 m     | Record oceaniano · Record dei campionati |
| 2019 | Mondiali                  | Doha       | Lancio del martello | 14ª (q)   | 70,45 m     |                                          |
| 2021 | Giochi olimpici           | Tokyo      | Lancio del martello | 9ª        | 72,69 m     |                                          |
| 2022 | Mondiali                  | Eugene     | Lancio del martello | 16ª (q)   | 69,96 m     |                                          |
| 2022 | Giochi del Commonwealth   | Birmingham | Lancio del martello | Argento   | 69,63 m     |                                          |